# Pulvermühl
Pulvermühl (en luxembourgeois : Polvermillen  et en allemand : Pulvermühle) est l'un des vingt-quatre quartiers de la ville de Luxembourg.
En 2025, avec ses 384 habitants, dont 70,3% de non-luxembourgeois, il était le moins peuplé des quartiers de la ville.

## Situation géographique
Le quartier Pulvermühl a une surface de 24,82 ha et est situé dans la partie est de la capitale. Il confine au nord à Cents,
à l’est à Hamm et Bonnevoie Sud, et à l’ouest à Bonnevoie Nord/Verlorenkost et Grund.
L’Alzette forme la frontière ouest du quartier
Il est situé dans le centre-est de la ville.

## Historique
Pulvermühl et Hamm étaient des sections de la commune de Sandweiler jusqu’au 20 décembre 1873, lorsqu’elle furent séparées de Sandweiler pour former la nouvelle commune de Hamm. Pulvermühl devint une section de la ville de Luxembourg le 27 mars 1920 lorsque Hamm y fut intégrée avec Hollerich et Rollingergrund.
Pulvermühl, partie de l’ancienne commune de Hamm, est un quartier de la ville depuis la fusion des communes limitrophes avec la ville de Luxembourg en 1920.
Pulvermühl est situé à l’intersection du vieux chemin entre Hamm et Luxembourg avec la route de Luxembourg vers Remich. Au 18e siècle déjà s’y trouvait un moulin, qui fut transformé au 19e siècle en filature de coton et plus tard en draperie. Depuis 1948 une société internationale de production de matériel de traction et de levage ainsi qu’un nettoyage à sec étaient installés dans les bâtiments de la fabrique.